# Natsumi Itsuki
Natsumi Itsuki (jap. 樹なつみ Itsuki Natsumi; ur. 5 lutego 1960 w Kobe, w Prefekturze Hyōgo) – japońska mangaka, najbardziej znana z mang z gatunku science fiction. Debiutowała w 1979 mangą Megumi-chan ni Sasageru Comedy w magazynie LaLa. Wygrała w 1993 roku Nagrodę Seiun za najlepszą mangę science fiction - Oz, a w 1997 Kodansha Manga Award za mangę shōjo – Eight Clouds Rising.

## Twórczość
- Otoko to onna ni sasageru comedy (1979) (Megumi-chan ni Sasageru Comedy)
- Marccero Storia (1982)
- Passion Parade (1987)
- Hanasakeru Seishōnen (1987)
- Oz (1988)
- Eccentric city (1989)
- Yakumo Tatsu (1992 – 2002) (Eight Clouds Rising)
- Jyu-Oh-Sei (1994-2003)
- Akatsuki no Musuko (2000)
- Demon Seiten (2003 – 2007)
- Vampir (2007 – nadal)

## Adaptacje

### OVA
- Yakumo Tatsu
- Oz

### Anime
- Jyu-Oh-Sei
- Hanasakeru Seishōnen